# Alegeri legislative în Ungaria, 2014
Alegerile parlamentare au avut loc în Ungaria pe 6 aprilie 2014. Acestea au fost cea de-a 7-a rundă de la primele alegeri libere din 1990. Rezultatele au arătat o victorie a Alianței FIdesz–KDNP, consolidându-și majoritatea de două treimi, Viktor Orbán rămânând prim-ministru.
Au fost primele alegeri organizate după adoptarea noii constituții care a intrat în vigoare la 1 ianuarie 2012. Noua lege electorală de asemenea a intrat în vigoare în acea zi. Pentru prima dată de la tranziția Ungariei la democrație, alegerile au avut loc într-un singur tur de scrutin. Alegătorii au ales 199 de deputați în loc de 386 cum era de obicei.

## Context
La alegerile parlamentare din 2010 Fidesz-KDNP a obținut o victorie categorică, Viktor Orbán fiind ales premier. Ca urmare a rezultatului alegerilor, guvernul a putut să schimbe constituția datorită majorității de două treimi. Guvernul a putut scrie un amendament constituțional care favorizează familia tradițională, precum și un amendament care a micșorat numărul de parlamentari aleși de la 386 la 199.
Orbán și guvernul său au rămas relativi populari în lunile ce au urmat alegerilor. Acest lucru s-a datorat în princpal creșterii PIB-ului, a producției industriale și sectorului turistic.

### Noua constituție și lege electorală
În 2010, un nou guvern condus de Fidesz-KDNP a inițiat un proces de elaborare a unei noi constituții. Pe 18 aprilie 2011, parlamentul a aprobat constituția cu un vot de 262 la 44 în favoarea modificării, Fidesz și partenerii lor din coaliția creștin-democrată fiind în favoare, iar Jobbik împotrivă. Partidul Socialist Maghiar (MSZP) și Partidul Politica Poate Fi Diferită (LMP), invocând reticența partidului de guvernământ de a face compromisuri asupra unor probleme și incapacitatea lor de a schimba rezultatul, au boicotat atât procesul de elaborare, cât și votul. Pe 25 aprilie, președintele Pál Schmitt a semnat documentul, iar acesta a intrat în vigoare în prima zi a anului 2012. Adoptarea a avut loc la jumătatea perioadei de șase luni a președinției Ungariei la Consiliul Uniunii Europene.
O nouă lege electorală a fost adoptată și pe 23 decembrie 2011. Fidesz și partenerul său de coaliție, Partidul Popular Creștin Democrat (KDNP), au aprobat unilateral noul proiect de lege, folosind majoritatea lor de două treimi, ignorând protestele opoziției de stânga (MSZP și LMP), în timp ce Jobbik a votat împotriva acesteia. ONG-ul Political Capital a menționat în analiza sa că legea nou adoptată „deplasează sistemul electoral către principiul majoritar”, ceea ce poate fi cauza unor posibile rezultate „disproporționate” viitoare în favoarea locurilor parlamentare individuale, rezultând apariția unei metode de vot precum votul majoritar uninominal (FPTP). Cu toate acestea, Political Capital a subliniat, de asemenea, că această tendință „nu poate fi interpretată ca o prejudiciere adusă democrației”.

### Planul de înregistrare a alegătorilor
Pe 26 noiembrie 2012, Fidesz și-a folosit supermajoritatea pentru a adopta o legislație care revizuiește eligibilitatea la vot. Prin urmare, cetățenii care aveau drept de vot ar fi trebuit să fie implicați într-un proces de preînregistrare cu cel puțin 15 zile înainte de ziua alegerilor „pentru a-i scuti pe cetățenii indiferenți politic de campania electorală”, așa cum au spus oficialii Fidesz. Potrivit criticilor, acest proces ar fi îngreunat eliminarea partidului de la putere, amenințănd totodată sufragiul liber prin stabilirea termenului limită. Patru membri ai Coaliției Democratice (DK), inclusiv liderul acesteia, fostul prim-ministru Ferenc Gyurcsány, au participat la o grevă a foamei de o săptămână, protestând împotriva planului propus de înregistrare a alegătorilor, în timp ce președintele János Áder, care a preluat funcția după demisia lui Schmitt și care era și el membru Fidesz, a trimis proiectul de lege la Curtea Constituțională.
Pe 3 ianuarie 2013, Curtea a decis că legea a restricționat dreptul de vot într-o „măsură nejustificată”, deoarece cerința ca alegătorii să se înregistreze înainte de a merge la urne se aplică fiecărui alegător. Instanța a argumentat, de asemenea, că limitarea publicității electorale în cadrul radiodifuziunii publice (Magyar Televízió și partenerii săi), interdicțiile propuse privind publicitatea politică în cinematografe în timpul campaniei, precum și interzicerea sondajelor de opinie în ultimele șase zile ale campaniei „amenință” libertatea de exprimare în Ungaria, pe lângă natura sa neconstituțională. După decizia curții, liderul grupului parlamentar Fidesz, Antal Rogán, a anunțat că partidul său „va renunța la propunere” și nu o va introduce pentru alegerile parlamentare din 2014, în ciuda faptului că unii membri ai partidului au luat în considerare chiar înainte de decizia curții că este posibil să aibă loc amendamente constituționale pentru a adopta proiectul de lege.

### Scindări ale partidelor după 2010
După alegerile locale din 2010, care au avut loc pe 3 octombrie, Katalin Szili, fosta președintă a Adunării Naționale, a fondat partidul Uniunea Socială și a devenit primul său președinte. Drept urmare, a părăsit Partidul Socialist Maghiar (MSZP) și grupul parlamentar al partidului, continuându-și activitatea ca deputat independent. În octombrie 2011, un grup de membri ai MSZP din jurul fostului prim-ministru Ferenc Gyurcsány a părăsit partidul și a fondat Coaliția Democratică (DK) după un an de tensiuni și dezacorduri. Zece membri ai parlamentului, inclusiv Gyurcsány, au părăsit, de asemenea, grupul parlamentar MSZP și au devenit deputați independenți. Gyurcsány a spus că principala cauză a secesiunii a fost că MSZP „a eșuat în eforturile sale de a se transforma”. Foștii săi colegi socialiști au condamnat vehement decizia sa, Gyurcsány semnând o declarație prin care se pronunță că nu părăsește partidul, jurând credință noii conduceri a partidului cu doar o săptămână înainte de plecare. La introducerea noii sale mișcări, Gyurcsány a numit noua constituție „ilegitimă” și a acuzat că toate ramurile puterii, cum ar fi Curtea Constituțională, procurorul-șef Péter Polt și alte unități ale sistemului judiciar, „îi servesc exclusiv lui Viktor Orbán”.
De la înființarea sa și de la alegerile naționale din 2010, LMP a fost ținut sub presiune (de exemplu, cu ocazia alegerilor parțiale) de către Partidul Socialist Maghiar pentru a obține un fel de compromis electoral și cooperare împotriva guvernului lui Viktor Orbán. Conducerea LMP a poziționat partidul la centru și, ca noul venit, a respins atât politica Fidesz, cât și cea a MSZP. Membrul proeminent al partidului, András Schiffer, a criticat, de asemenea, cabinetele socialiste anterioare, dând vina pe „guvernarea dezastruoasă” a lui Gyurcsány pentru câștigarea de către Fidesz a majorității de două treimi în 2010. Cu toate acestea, politicienii proeminenți din LMP au fost divizați în privința problemei cooperării. În timpul congresului partidului din noiembrie 2012, LMP a decis să nu se alăture alianței Împreună 2014, alianța electorală planificată a partidelor și mișcărilor de opoziție condusă de Gordon Bajnai. Drept urmare, Benedek Jávor, un susținător al acordului, a demisionat din funcția de lider al grupului parlamentar. Jávor și susținătorii săi (inclusiv Tímea Szabó și Gergely Karácsony) au fondat o platformă în cadrul partidului, numită „Dialogul pentru Ungaria”, pe 26 noiembrie 2012. Platforma a pledat în favoarea încheierii unui acord electoral cu mișcarea lui Bajnai pentru a înlocui „regimul lui Orbán”. În ianuarie 2013, congresul LMP a respins din nou cooperarea electorală cu alte partide de opoziție, inclusiv Împreună 2014. Drept urmare, membrii platformei partidului „Dialogul pentru Ungaria” au părăsit LMP pentru a forma o nouă organizație politică. Benedek Jávor a anunțat că cei opt parlamentari care părăseau partidul nu își vor da demisia din posturile parlamentare, în timp ce șapte parlamentari (susținătorii lui Schiffer) au rămas în partid. Deputații care părăseau partidul au fondat Dialogul pentru Ungaria ca partid înregistrat oficial în martie 2013. Pe 8 martie 2013, premierul a format o coaliție electorală cu Împreună, care a fost format ca partid politic în acea zi.
| Componența parlamentului la începutul și finalul legislaturii și grupurile parlamentare | Componența parlamentului la începutul și finalul legislaturii și grupurile parlamentare | Componența parlamentului la începutul și finalul legislaturii și grupurile parlamentare | Componența parlamentului la începutul și finalul legislaturii și grupurile parlamentare |
| Afiliere                                                                                | Afiliere                                                                                | Membrii                                                                                 | Membrii                                                                                 |
| Afiliere                                                                                | Afiliere                                                                                | 14 mai 2010                                                                             | 5 mai 2014                                                                              |
| --------------------------------------------------------------------------------------- | --------------------------------------------------------------------------------------- | --------------------------------------------------------------------------------------- | --------------------------------------------------------------------------------------- |
|                                                                                         | Fidesz                                                                                  | 227                                                                                     | 223                                                                                     |
|                                                                                         | MSZP                                                                                    | 59                                                                                      | 47                                                                                      |
|                                                                                         | Jobbik                                                                                  | 47                                                                                      | 43                                                                                      |
|                                                                                         | KDNP                                                                                    | 36                                                                                      | 34                                                                                      |
|                                                                                         | LMP                                                                                     | 16                                                                                      | 7                                                                                       |
|                                                                                         | DK                                                                                      | –                                                                                       | 10                                                                                      |
|                                                                                         | PM                                                                                      | –                                                                                       | 8                                                                                       |
|                                                                                         | Independent                                                                             | 1                                                                                       | 9                                                                                       |
| Total locuri                                                                            | Total locuri                                                                            | 386                                                                                     | 381                                                                                     |

În ianuarie 2013, doi parlamentari independenți care fuseseră aleși de pe lista națională a Jobbik, dar fuseseră excluși sau demisionaseră anterior din partid (Zsolt Endrésik și Ernő Rozgonyi), au anunțat că vor reprezenta de acum înainte Partidul Maghiar al Dreptății și Viații (MIÉP) în Adunarea Națională. MIÉP a avut reprezentare parlamentară ultima dată în 2002.

### Negocierile pentru cooperare între partidele de opoziție
Gordon Bajnai, care a fost prim-ministru între 2009 și 2010, precedându-l pe Orbán, și-a anunțat revenirea în politică pe 23 octombrie 2012, în timpul demonstrației antiguvernamentale a organizației neguvernamentale Un Milion pentru Libertatea Presei (Milla). În cadrul protestului, el a cerut formarea unei coaliții anti-Orbán pentru a forma o supermajoritate în Parlament, cu ajutorul căreia schimbările făcute de partidul de guvernământ al lui Orbán, Fidesz, să poată fi anulate.
În discursul său, Bajnai a folosit în repetate rânduri o variantă a termenului („Poate că vom eșua singuri, dar împreună vom fi victorioși!”), când și-a proclamat sprijinul pentru o astfel de „cooperare între stângiștii plini de speranță, dreapta dezamăgită, liber-cugetătorii abandonați politic și Verzii dedicați”, pe care organizația sa, împreună cu alte două organisme civile, a numit-o Împreună 2014 ca referință la data următoarelor alegeri generale din Ungaria. În decembrie 2012, Bajnai a anunțat că intenționează să devină membru al Parlamentului la alegerile naționale din 2014. Medián a arătat în sondaje pentru prima dată 22%, apoi 16%, pentru mișcarea Împreună în rândul „anumiților” alegători în cele două sondaje din noiembrie. Mai mulți cercetători au criticat metoda de chestionare a lui Medián, care era diferită de cele anterioare, suspectând o intenție politică în spatele sondajelor.
Conform planurilor, Împreună 2014 ar fi fost o organizație umbrelă a partidelor de centru-stânga, similară cu Măslinul din Italia, care s-a opus coaliției de dreapta a lui Silvio Berlusconi în 1995. Cu toate acestea, LMP a respins cooperarea în noiembrie 2012 și ianuarie 2013, iar socialiștii conduși de Attila Mesterházy au preluat treptat inițiativa. În consecință, mișcarea Împreună s-a transformat în partid pe 8 martie 2013, deoarece numai partidele puteau participa la alegeri conform regulilor. În aceeași zi, Dialogul pentru Ungaria, care a fost fondat de dezertori din LMP, a format o coaliție electorală cu Împreună.

#### Acordul din 2013
La sfârșitul lunii august 2013, liderii partidului Socialist și Împreună au convenit să nominalizeze candidați individuali comuni în fiecare circumscripție electorală, dar vor înregistra liste naționale separate pentru viitoarele alegeri parlamentare. Pentru a evita escaladarea conflictelor care au interese personale, aceștia au decis să nu numească un candidat comun pentru funcția de prim-ministru; s-a anunțat că liderul partidului, al cărui partid va deveni cea mai puternică forță guvernamentală în urma alegerilor, va câștiga automat funcția. Liderul socialist Attila Mesterházy a declarat pentru televiziunea publică M1 că alianța electorală dintre MSZP și E14-PM privind prezentarea unui singur candidat de centru-stânga în fiecare circumscripție electorală oferă baza potrivită pentru succes. Mesterházy și Bajnai au convenit că MSZP va prezenta candidați în 75 din toate cele 106 circumscripții electorale individuale ale țării și E14-PM în restul de 31. Acordul a fost aspru criticat de Coaliția Democratică, care a fost exclusă din negocieri. Gyurcsány a numit-o un „eșec” și a spus că liderii partidului, Mesterházy și Bajnai, „s-au păcălit pe ei înșiși, ne-au păcălit pe noi și, în cele din urmă, pe democrația din Ungaria”. Purtătorul de cuvânt al Fidesz, Péter Hoppál, a declarat că acest acord arată că partidele de opoziție nu au putut învăța din propriile greșeli din trecut. „Au fost demiși de majoritatea alegătorilor [în 2010] nu pentru că erau de stânga, ci pentru că și-au pus ambițiile personale mai presus de interesele țării”, a adăugat el.
În septembrie 2013, Partidul Socialist a refuzat să semneze un acord electoral cu Coaliția Democratică și Partidul Liberal Maghiar al lui Gábor Fodor, deoarece „ambele partide au prezentat așteptări excesive în comparație cu sprijinul lor social”, potrivit lui Attila Mesterházy. Președintele partidului a declarat la un forum ținut la sediul partidului, difuzat de canalul de știri comercial de stânga ATV, că, pentru a câștiga alegerile de anul viitor, socialiștii trebuie să câștige alegătorii indeciși. Consiliul partidului a declarat că o candidatură alături de Gyurcsány, unul dintre cei mai nepopulari politicieni, ar ține la distanță alegătorii indeciși, a adăugat el. Ca răspuns, Gyurcsány a spus că MSZP a propus cooperarea în patru circumscripții electorale în loc de nouă, toate fiind imposibil de câștigat. În plus, au oferit fiecare loc 25 pe lista partidului lor și i-ar fi interzis lui Gyurcsány însuși să candideze fie individual, fie pe o listă. O altă solicitare a fost ca DK să nu prezinte o platformă proprie, în timp ce își nominalizează candidații pe lista națională MSZP. Partidul nu a putut accepta aceste condiții, a spus politicianul.

#### Acordul din 2014
Gordon Bajnai a declarat pe 6 ianuarie 2014 că intenționează să poarte discuții cu Partidul Socialist privind extinderea și dezvoltarea în continuare a unui acord între partidele de opoziție. „Trebuie să le redăm încrederea în victorie tuturor celor care doresc o schimbare de guvern. Credem că acest lucru necesită cea mai strânsă cooperare, cu posibilitatea unei liste comune, între forțele de opoziție cu un sprijin public considerabil. Pentru a realiza acest lucru, fiecare participant trebuie să facă sacrificii”, a declarat partidul într-un comunicat trimis către MTI, citând un interviu televizat recent cu Bajnai. Aceasta a însemnat crearea unei oportunități de a include DK în cooperarea electorală realizată anul trecut. Ulterior, cele două partide au început negocierile pentru extinderea acordului lor electoral; „ar trebui să depunem toate eforturile posibile pentru a înlătura Fidesz de la putere și a ajunge la un acord care ar ajuta la atragerea alegătorilor indeciși”, a declarat Viktor Szigetvári, co-lider al mișcării Împreună 2014. „Ar trebui să existe un singur candidat de stânga în fiecare dintre cele 106 circumscripții electorale și niciun vot exprimat pentru un candidat al opoziției nu ar trebui să fie pierdut”, a adăugat el.
Partidul Socialist și alianța Împreună au încheiat un acord pe 8 ianuarie 2014 pentru a stabili o listă comună pentru viitoarele alegeri parlamentare. Prin urmare, MSZP a dobândit dreptul de a nominaliza prim-ministrul comun, Attila Mesterházy, care și-a exprimat anterior intenția de a candida pentru această funcție. Mesterházy a anunțat că vor propune aderarea lCoaliției Democratice și a spus că acordul ar putea avea succes. Ferenc Gyurcsány a salutat acordul și a spus că DK este gata să înceapă imediat negocierile tripartite. Gyurcsány a anunțat, de asemenea, pe Facebook că își va întrerupe concediul în străinătate și va călători în țară imediat. Negocierile au avut loc chiar a doua zi. Din cauza implicării lui Gyurcsány, Péter Juhász, liderul partidului Milla (o componentă a alianței Împreună), și-a prezentat demisia și s-a retras de pe lista națională a partidului său (dar a rămas candidat individual în Belváros-Lipótváros).
Purtătoarea de cuvânt a Fidesz, Gabriella Selmeczi, a numit lista partidelor de stânga „complet irelevantă” pentru alegeri, deoarece „sunt toți aceiași oameni vechi, fără nicio față nouă printre ei”. Ea a spus că „sunt aceiași oameni care au ruinat deja Ungaria o dată”. Partidul radical naționalist Jobbik a declarat că acordul dintre socialiști și Împreună–PM a demonstrat „renașterea coaliției minciunilor”. În situația actuală, alegătorii maghiari pot alege doar între politicienii care au distrus Ungaria în ultimii 24 de ani (adică Fidesz și opoziția de stânga) sau Jobbik, care va aduce o schimbare, a declarat purtătoarea de cuvânt Dóra Dúró. „Înlocuind guvernul lui Orbán, Jobbik nu-l va readuce la putere pe Gyurcsány”, a adăugat ea. Partidul mic de opoziție LMP nu va intra în nicio alianță electorală cu forțe politice care au fost la putere, a subliniat co-liderul partidului, András Schiffer. El a adăugat că partidul verde insistă asupra poziției sale inițiale și oferă o alternativă celor care și-au dorit ca guvernele Gyurcsány și Bajnai „să se ducă dracului” în 2010, precum și celor care acum s-au săturat de „regimul cinismului național” (adică guvernul Orbán).
Pe 14 ianuarie 2014, partidele de opoziție de stânga au convenit să prezinte o listă comună pentru alegerile generale din primăvară, au anunțat liderii partidului în cadrul unei conferințe de presă. În consecință, lista națională a fost condusă de președintele partidului MSZP, Attila Mesterházy, care a devenit și candidatul comun pentru funcția de prim-ministru. Pe lista națională, Mesterházy a fost urmat de doi foști prim-miniștri, Gordon Bajnai, lider informal al alianței Împreună-Dialogul, și Ferenc Gyurcsány, liderul Coaliției Democratice (DK). Gábor Fodor, liderul partidului extraparlamentar mic, Partidul Liberal Maghiar, a fost plasat pe locul patru, în timp ce copreședinta alianței Împreună-Dialogul, Tímea Szabó, s-a clasat pe locul cinci pe lista comună a celor cinci partide de opoziție. În baza acordului, socialiștii au putut să-și nominalizeze candidații în 71 de circumscripții electorale individuale, în timp ce Împreună-PM în total 22, iar DK 13. Antal Rogán, liderul grupului parlamentar Fidesz, a declarat că rezultatul acordului este că stânga maghiară nu a reușit să nominalizeze „un adevărat candidat la funcția de prim-ministru” sau să „prezinte o față nouă”, potrivit MTI.
| Partid                                | Lider                       | Ideologie                          | Candidați            | Candidați             |
| Partid                                | Lider                       | Ideologie                          | Circumscripție (106) | Lista partidului (60) |
| ------------------------------------- | --------------------------- | ---------------------------------- | -------------------- | --------------------- |
| Partidul Socialist Maghiar            | Attila Mesterházy           | Social democrație                  | 71                   | 42                    |
| Împreună 2014–Dialogul pentru Ungaria | Gordon Bajnai Benedek Jávor | Liberalism social Liberalism verde | 22                   | 9                     |
| Coaliția Democratică                  | Ferenc Gyurcsány            | Liberalism social                  | 13                   | 6                     |
| Partidul Liberal Maghiar              | Gábor Fodor                 | Liberalism                         | 0                    | 3                     |

## Sistem electoral
Legile electorale au fost modificate în 2012. Următoarele modificări semnificative au fost emise în sistemul electoral:
- Sistemul cu o singură rundă de scrutin, care a înlocuit sistemul preexistent cu două tururi (și a eliminat posibilitatea ca candidații să se retragă unul în favoarea celuilalt între cele două runde).[50]
- Nu este necesară o prezență la vot de 50%, nici de 25%. (anterior, prezența la vot era necesară pentru primul tur și 25% pentru al doilea)
- 199 de locuri (scăzut de la 386, deci numărul de locuri este de 51,6% din cel inițial)[50]
  - 106 locuri în circumscripții electorale (scăzut de la 176, crescut de la 45,6% la 53,3% din totalul locurilor)[50]
  - 93 de locuri pe liste de partid, inclusiv locuri pe listele minorităților (scăzute de la cele 210 locuri pe liste regionale (județene) și naționale care au fost fuzionate, au scăzut de la 54,4% la 46,7% din totalul locurilor)[50]
- Pragul de 5% există în continuare în cazul listei de partid și 10% în cazul listei comune a două partide și 15% în cazul listei comune a trei sau mai multe partide.[14]
- Minoritățile vor putea să își stabilească o listă a minorităților, la alegeri fiind nevoie doar să atingă pragul de 5% din totalul voturilor minorităților și nu din totalul voturilor pe listele de partid, ceea ce – practic – face posibilă trimiterea doar a câtorva reprezentanți ai minorităților (poate doar unul) la Adunarea Națională (pentru aproximativ 1% din totalul voturilor, minoritățile pot trimite parlamentari la Adunarea Națională).[14]

Fiecare cetățean are două voturi – unul pentru a vota un candidat din circumscripție și unul pentru a vota o listă de partid. Cele 106 locuri în circumscripții sunt distribuite printr-un sistem uninominal cu un singur tur de scrutin, ceea ce înseamnă, pur și simplu, că este ales candidatul care primește cele mai multe voturi (comparativ cu sistemul anterior majoritar cu două tururi). Distribuirea celor 93 de locuri pe liste de partid se bazează atât pe rezultatele voturilor partidului, cât și pe cele din circumscripții. La totalul voturilor pentru listele de partid se adaugă unele voturi din circumscripții. Acest lucru se întâmplă în două moduri:
- În primul rând, voturile exprimate pentru toți candidații din circumscripțiile electorale care nu au fost aleși sunt adăugate partidelor respective ale acelor candidați.
- În al doilea rând, o parte din voturile candidaților victorioși din circumscripțiile electorale sunt transferate partidelor respective. Numărul de voturi transferate este egal cu numărul de voturi câștigate de candidatul câștigător minus numărul de voturi câștigate de al doilea candidat minus unu. Logica din spatele formulei este de a transfera toate voturile de care candidatul câștigător nu a avut nevoie în realitate pentru a-și asigura victoria. De exemplu, dacă primul candidat primește 15.000 de voturi, iar al doilea 5.000, câștigătorul ar fi câștigat chiar dacă ar fi primit cu 9.999 de voturi mai puțin decât a primit în realitate. Aceste voturi sunt astfel adăugate la totalul partidului pentru distribuirea locurilor pe listele de partid la nivel național.[50] Pe baza totalului acestor voturi, locurile sunt apoi distribuite între partide conform metoda d'Hondt.

Minoritățile care nu vor atinge pragul de 5% (din toate voturile pe listele minorităților, nu din toate voturile) sau nu vor obține cel puțin un loc, vor putea trimite un purtător de cuvânt al minorității în Adunarea Națională începând cu 2014, care are doar dreptul de a vorbi, dar nu și de a vota. Obținerea unui loc din 93 este mult mai dificilă pentru minorități decât atingerea pragului de 5% pentru voturile minorităților, deoarece un loc reprezintă puțin peste 1% din toate listele partidelor și minorităților (în timp ce 5% din voturile minorităților sunt așteptate să fie mult mai puțin de 1% din toate voturile, deoarece numărul alegătorilor minorităților este mult sub 20%). Această soluție a purtătorului de cuvânt al minorității oferă minorităților oportunitatea de a vorbi în Parlament, chiar dacă nu reușesc să obțină aproximativ 1% din totalul voturilor. În practică, minoritățile germană și romă au șansa de a obține parlamentari (conform ultimului recensământ), iar celelalte 13 minorități vor avea un purtător de cuvânt al minorității, garantând reprezentarea lor în parlament.
Dreptul de vot este extins mai întâi cetățenilor maghiari care nu au reședința permanentă în Ungaria (adică în mare parte diaspora maghiară din țările vecine); cu toate acestea, aceștia pot vota doar pentru lista națională a partidelor maghiare, deci nu au șansa de a vota în circumscripții individuale.

## Campanie
Campania electorală a început oficial pe 15 februarie 2014, cu 50 de zile înainte de alegeri, conform legii. Activiștii din cadrul Fidesz și Unitate au strâns cel puțin 500 de semnături în sprijinul candidaților lor în toate cele 106 circumscripții electorale pe 17 februarie.
Organizația pentru Securitate și Cooperare în Europa (OSCE) a propus trimiterea unei misiuni de observare foarte limitate până pe 6 aprilie, ziua alegerilor. „Este important ca noile reguli electorale să includă deja reglementările formulate de observatorii internaționali, care garantează participarea observatorilor la întregul proces de votare”, a declarat Centrul pentru Drepturi Fundamentale (maghiară Alapjogokért Központ), un organism pro-guvernamental, pe 2 martie 2014. OSCE are diverse tipuri de misiuni de observare pe care le poate lansa și a optat pentru cel mai limitat, se adaugă în declarație. În raportul său intermediar din 25 martie, OSCE a subliniat îngrijorări cu privire la libertatea presei în Ungaria. Aceasta a afirmat că procesul de selecție a membrilor noului Consiliu de supraveghere a mass-media este „o preocupare majoră”, deoarece este în prezent „omogen din punct de vedere politic”, în timp ce imparțialitatea Magyar Távirati Iroda (MTI) și a televiziunii de stat Magyar Televízió este discutabilă, iar cele mai urmărite canale comerciale fie au o relație bună cu guvernul, fie difuzează doar programe de divertisment.
Liderul alianței Unitate, Attila Mesterházy, l-a provocat pe prim-ministrul Viktor Orbán pe 15 martie 2014 la o dezbatere televizată pe 5 aprilie, cu o zi înainte de alegeri. Cu toate acestea, Fidesz a respins apelul lui Mesterházy pe 16 martie, deoarece „nu vedem o oportunitate pentru o dezbatere televizată, deoarece stânga nu are un candidat potrivit pentru guvernare”. În declarația sa, partidul de guvernământ a spus că partidele de stânga nu pot oferi „o alternativă reală” și, prin urmare, „condițiile pentru o dezbatere nu au fost îndeplinite”. În aceeași zi, copreședintele LMP, András Schiffer, i-a provocat, de asemenea, pe liderii listelor naționale ale partidelor parlamentare la o dezbatere electorală. Schiffer a spus că dorește să discute despre crearea de locuri de muncă, reducerea corupției și diminuarea dependențelor Ungariei.

### Fidesz–KDNP
Începând cu mijlocul lunii ianuarie 2014, tema principală de campanie a coaliției de guvernare a fost reducerea costurilor utilităților. Politicianul Fidesz, Máté Kocsis, a anunțat pe 4 ianuarie că partidul va organiza 119 forumuri locale cu participarea a aproximativ 30 de politicieni pentru a ridica această problemă. Kocsis a declarat că „la forumuri, oamenii sunt chemați să apere ceea ce a realizat guvernul, chiar dacă asta înseamnă să devină activiști ai campaniei Fidesz-KDNP”, menționând că „partidele de stânga se pregătesc să șteargă realizările foștilor furnizori de servicii publice, și anume reducerile de prețuri”. Zsolt Gréczy, purtătorul de cuvânt al Coaliției Democratice, s-a opus utilizării termenului „Echipă maghiară” în scrisorile de invitație la forumuri pentru a-i descrie pe activiștii care apără reducerea utilităților. Prim-ministrul Viktor Orbán a trimis o scrisoare locuitorilor care anterior au susținut reducerea utilităților prin semnături. El a scris: „Trebuie să ne unim pentru a reduce în continuare cheltuielile generale rezidențiale.” [...] „Companiile străine de servicii publice – cu conexiuni politice interne și internaționale – încearcă să rezolve costurile prin reducerea acestora pentru a folosi alegerile de anul viitor pentru a-și susține interesele. Dacă vrem să protejăm rezultatele obținute de comun acord, atunci trebuie să ne unim din nou.” Fidesz a decis să prezinte Parlamentului un proiect de lege privind reducerea utilităților rezidențiale în trei etape în 2014, așa cum a anunțat liderul grupului Fidesz, Antal Rogán, la Budapesta pe 25 ianuarie. În consecință, prețurile la gaze vor fi reduse cu 6,5% începând cu 1 aprilie, prețurile la electricitate cu 5,7% începând cu 1 septembrie, iar prețurile la încălzirea centralizată cu 3,3% începând cu 1 octombrie 2014.
Forumul Unității Civile (CÖF), organizație proguvernamentală, a trimis în ianuarie 2014 fiecărei gospodării maghiare o broșură cu o trecere în revistă a celor opt ani de guvernare MSZP-SZDSZ și a „celor șapte păcate majore ale coaliției lui Gyurcsány”. De asemenea, au declarat presei că CÖF va organiza un „marș al păcii” pe 29 martie pentru a demonstra pentru valorile naționale, suveranitate, instituția familiei și democrație.
Viktor Orbán a declarat parlamentului înainte de începerea sesiunii de primăvară din 3 februarie 2014 că „cele mai importante sarcini pentru 2014 sunt protejarea planului guvernului de reducere a facturilor la utilități pentru gospodării și continuarea acestuia”. El a adăugat că „multinaționalele, băncile și birocrații de la Bruxelles plănuiesc un nou atac împotriva familiilor maghiare, dar nu vom accepta această nedreptate sau standardele duble și nu vom permite ca politicile să le servească lăcomia și profiturile suplimentare”. Orbán a insistat că Ungaria se află în prezent într-o poziție mai bună decât acum patru ani, iar performanța sa este în continuă îmbunătățire. Deficitul bugetar a rămas constant sub 3% din PIB și, pentru prima dată de la schimbarea regimului, atât balanța comercială, cât și balanța contului curent se îmbunătățesc. Inflația a atins cel mai scăzut nivel din ultimii 40 de ani. El a adăugat că guvernul și-a stabilit obiectivul „ambițios, dar nu imposibil” ca o treime din exporturile Ungariei să fie direcționate către piețele non-europene în 2018.
Pe 8 februarie 2014, consiliul director al partidului a aprobat lista națională de candidați electorali a partidelor de guvernământ, condusă de prim-ministrul și liderul partidului, Viktor Orbán. Acesta a fost urmat pe listă de liderul KDNP, Zsolt Semjén, președintele Adunării Naționale, László Kövér, și prim-ofițerul Márta Mátrai. Prezentând lista de 150 de membri, Lajos Kósa a declarat într-o conferință de presă că nu este exclus ca alianța să obțină din nou două treimi din voturile la alegerile de primăvară. Portalul de știri Index.hu a subliniat că o singură femeie a fost nominalizată pentru primele treizeci de locuri pe listă. Partidul de guvernământ a preluat sloganul „Ungaria are performanțe mai bune” de la guvern și l-a adaptat pentru afișele de campanie. Pe 16 februarie, Orbán a declarat în discursul său anual de bilanț, adresat sutelor de membri și susținători ai partidului, că „știm foarte bine că astăzi avem două căi în față, trebuie să alegem între două opțiuni, două ideologii și două forțe. Viitorul sau trecutul. Este foarte simplu: construirea viitorului sau o restaurare a postcomunismului.”
Zsolt Nyitrai, directorul de relații publice al Fidesz, a anunțat că Viktor Orbán, membrii cabinetului și candidații la funcția de deputat vor începe o demonstrație itinerantă pe 10 martie 2014, care îi va purta prin toată țara în cele patru săptămâni până la alegerile generale. Afișele electorale gigantice ale Fidesz–KDNP au trecut printr-o reînnoire începând cu 10 martie și s-au concentrat pe patru teme: protejarea locurilor de muncă și crearea de locuri de muncă, apărarea pensiilor, continuarea reducerilor de prețuri la utilități și menținerea unui „sistem de subvenții prietenos cu familiile”. Nyitrai a declarat că candidații Fidesz au primit până acum 2 milioane de semnături.
Un „marș al păcii” proguvernamental, organizat pe 29 martie 2014, a adunat aproximativ 500.000 de oameni în Piața Eroilor, unde Fidesz a organizat un miting de campanie. Joseph Daul, președintele Partidului Popular European (PPE), și István Pásztor, liderul Alianței Maghiarilor din Voivodina (VMSZ), au participat și ei la eveniment și și-au exprimat sprijinul pentru Orbán. Prim-ministrul le-a cerut maghiarilor „încă patru ani” în discursul său. El a spus că guvernul său a restructurat și modernizat Ungaria, „construind o mașină de curse fiabilă, rapidă și neînfricată dintr-o rachetă dărăpănată, cu pană”. El a adăugat că, în 2010, „am arătat că istoria poate fi scrisă cu unitate, nu doar cu violență, sânge și arme”, adăugând că al doilea capitol al acestei „povești magnifice” o să urmeze.

### Unitate
Forțele de opoziție de centru-stânga au decis să facă campanie electorală sub un singur nume și au optat pentru „Unitate” (maghiară Összefogás) pe 23 ianuarie 2014. Pe buletinul de vot, așa cum au anunțat, vor apărea toate numele partidelor lor (MSZP, E14, DK, Liberalii și PM) și siglele, dar vor coopera în campanie ca o singură formațiune. Prin urmare, partidele nu au înființat un singur partid electoral.
Principalul partid de opoziție, MSZP, l-a ales pe liderul partidului, Attila Mesterházy, pe 25 ianuarie 2014, drept prim-ministru-candidat al alianței electorale Unitate. Acesta a primit 99,7% sprijin, iar partidul a aprobat în unanimitate alianța celor cinci partide de opoziție semnată anterior. În timpul unui marș ulterior de campanie, Mesterházy a declarat că doar coaliția lor Unitate este capabilă să răstoarne guvernul Viktor Orbán, așa că toți cei care doresc o schimbare ar trebui să o susțină la următoarele alegeri. El a spus că guvernul condus de Fidesz ar trebui înlăturat, deoarece politicile sale sunt inacceptabile într-o democrație, iresponsabile pentru economie și dăunătoare societății. Maghiarii trebuie să decidă dacă vor o republică europeană modernă sau „restaurarea erei Horthyste [interbelice]”, a spus el. Mesterházy a descris „pactul Orbán-Putin” privind modernizarea planificată a centralei nucleare de la Paks ca fiind un proiect care demonstrează toate defectele Fidesz. Ceea ce s-a întâmplat în Paks este tipic pentru ceea ce se întâmplă în întreaga țară, adică o singură persoană ia decizii pe la spatele tuturor, într-un mod care ar fi de neconceput într-o țară democratică bazată pe statul de drept, a adăugat el. El a promis că, odată ce vor intra la guvernare, vor revizui acordul cu Rusia, iar extinderea centralei electrice va fi decisă doar după „consultarea opiniei publice”. Mesterházy a descris, de asemenea, memorialul planificat dedicat victimelor ocupației germane din Ungaria drept o „falsificare a istoriei”.
Pe 2 februarie 2014, Unitate s-a adunat pentru o demonstrație la Budapesta pentru a protesta împotriva modernizării planificate a centralei nucleare de la Paks. Gordon Bajnai a făcut referire la viitoarele alegeri generale din Ungaria și a spus că alegătorii își vor „alege un viitor” pe 6 aprilie. „Putem alege între a deveni o țară post-sovietică, un «Orbanistan», sau putem vota pentru un stat constituțional european independent și democratic, o Ungarie «normală»”, a spus el. Ferenc Gyurcsány a declarat: „Respingem ideea că prim-ministrul, care se întâmplă să se numească Viktor Orbán, ar trebui să se comporte ca un baron și să decidă asupra vieții noastre” și l-a numit pe Orbán „mincinos, trădător”.
Alianța de stânga și-a schimbat numele din „Összefogás” în „Kormányváltás” (Schimbare de Guvern), a declarat pentru ATV, pe 6 martie 2014, directorul șef al campaniei socialiste, Zsolt Molnár. El a spus că toată lumea și-a dat seama că s-a realizat unitatea opoziției, așa că nu mai merită să folosească acest slogan în ultima etapă a campaniei. Partidul Unității, condus de fostul primar din Monok, Zsolt Szepessy, a dat în judecată alianța de partide Unitate din cauza „furtului de nume, slogan și marcă comercială” pe 10 februarie 2014. Potrivit lui Viktor Szigetvári, șeful de campanie al partidului Împreună, utilizarea cuvântului „Unitate” nu este interzisă și plănuiau oricum să nu facă campanie cu acest nume în ultimele săptămâni. Partidul Unității a reușit, de asemenea, să-și creeze lista națională, astfel încât opoziția de stânga a spus că acest lucru ar fi făcut alegătorii confuzi.
Pe 30 martie 2014, aproximativ 80.000 de manifestanți s-au adunat în fața Operei de Stat Maghiare din Budapesta. Demonstrația a avut loc în locul evenimentului din 15 martie, care a fost anulat din cauza vremii. Gyurcsány a spus „îl vom trimite pe Orbán acolo unde îi este locul, la coșul de gunoi al istoriei și politicii”, adăugând că Ungaria aparține culturii occidentale de 1.000 de ani, nu estului. Mesterházy a descris guvernul lui Orbán ca fiind o compoziție de elemente „feudale”, „horthyste” și „bolșevice”. Co-liderul premierului Tímea Szabó a declarat că Orbán trebuie învins la următoarele alegeri, cu excepția cazului în care Ungaria „va deveni o colonie rusească odată pentru totdeauna”. Gordon Bajnai a subliniat că rezultatul alegerilor va fi decis de câți oameni nu vor vota.

### Jobbik
În noiembrie 2013, liderul partidului, Gábor Vona, și-a exprimat optimismul cu privire la alegeri, afirmând că partidul plănuia „nimic mai puțin decât o victorie electorală în 2014”. El a susținut că candidații Jobbik au avut rezultate bune la alegerile locale și că sondajele de opinie au arătat că Jobbik a fost cel mai popular partid în rândul alegătorilor cu vârsta de sub 35 de ani. Vona le-a spus celor aproximativ 2.000 de participanți invitați la evenimentul partidului despre „starea națiunii” din 18 ianuarie 2014 la Budapesta că Jobbik este gata să guverneze Ungaria. El a spus că partidul naționalist radical vrea să răstoarne întreaga perioadă de 24 de ani de la schimbarea regimului, nu doar actualul guvern la alegerile generale de primăvară. Partidul și-a pregătit programul electoral numit „Vom spune, vom rezolva”, care se concentrează pe garantarea oamenilor a mijloacelor de trai, a siguranței și a ordinii. Vona a declarat că partidul său va iniția un referendum privind protejarea teritoriului maghiar și modificarea tratatului de aderare a Ungariei la Uniunea Europeană.

Pe 26 ianuarie 2014, Vona a organizat un miting în Hyde Park, Londra, după ce sute de demonstranți antifasciști britanici i-au împiedicat pe susținătorii Jobbik să acceseze o locație unde inițial plănuia să vorbească, lângă stația de metrou Holborn. El a promis locuri de muncă acasă maghiarilor care locuiesc și lucrează la Londra, dacă partidul său va ajunge la putere la alegerile parlamentare din aprilie. El a declarat în fața a aproximativ 150 de persoane că programul Jobbik se bazează pe garantarea maghiarilor a unui trai, menținerea păcii și ordinii și tragerea la răspundere a tuturor pentru faptele trecute. Jobbik nu a depus și nu va depune proiecte de lege care să diferențieze cetățenii în funcție de etnia lor, a adăugat el. Vona a criticat aspru legea electorală pentru că împiedică maghiarii care locuiesc în străinătate să voteze prin corespondență la alegerile parlamentare.

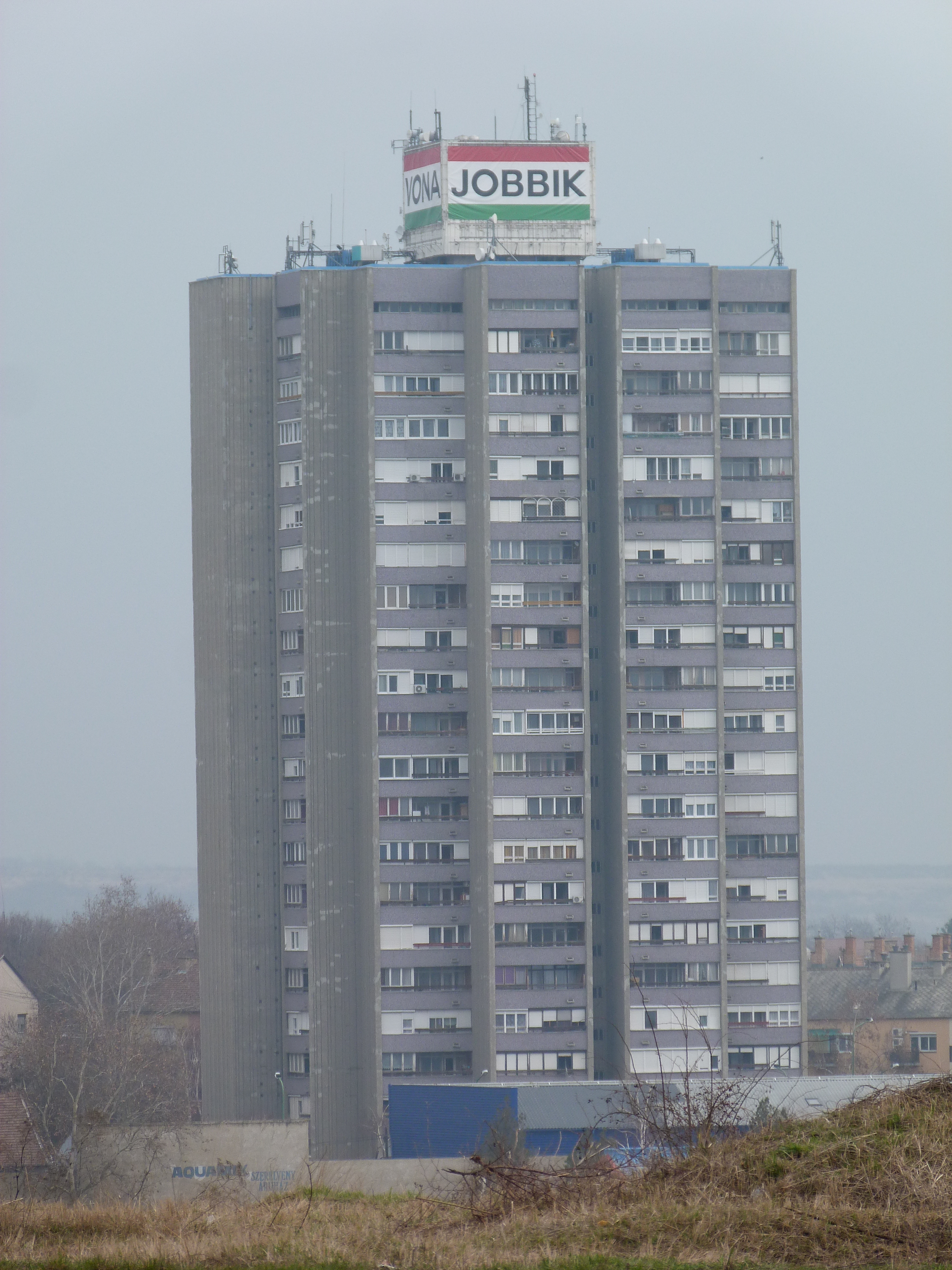
Un afiș uriaș în partea de sus a unui apartament din Gyöngyös, orașul natal al lui Gábor Vona

Jobbik și-a organizat evenimentul de lansare a campaniei la Miskolc pe 15 februarie 2014. Vona a declarat în fața a aproximativ 4.000 de persoane că, dacă Jobbik va câștiga puterea, „ordinea va fi cu siguranță instaurată în termen de patru ani”. Comentând despre „coexistența dintre maghiari și romi”, el a spus că Jobbik împarte societatea în oameni onorabili și oameni dezonorabili și nu este vina partidului că romii sunt „reprezentați mai mult” în acest din urmă grup. Purtătoarea de cuvânt Dóra Dúró a declarat că TVA-ul pentru produsele de bază pentru îngrijirea copiilor va fi redus la 5% dacă partidul intră la guvernare, iar părinților cu doi sau mai mulți copii li se vor acorda reduceri semnificative de impozite.
Gábor Vona a declarat la 1 martie 2014 că Jobbik „nu va forma o coaliție cu nimeni, indiferent de rezultatul alegerilor parlamentare”. El a spus că, spre deosebire de Jobbik, nici Fidesz, partidul de guvernare, nici principalul partid socialist din opoziție nu au prezentat un manifest electoral. „Acest lucru demonstrează că partidele care au câștigat încrederea alegătorilor de mai multe ori în trecut se așteaptă acum ca acest lucru să se întâmple din nou fără a prezenta un program”, a spus el.

### LMP
András Schiffer a declarat pe 25 ianuarie 2014 că LMP va avea candidați în toate cele 106 circumscripții electorale individuale la alegerile generale din aprilie și că partidul are cel mai mare număr de 22 de candidate. Schiffer a spus la congresul partidului de două zile că Fidesz, aflat la guvernare, a dat un răspuns greșit la criza din Ungaria. Fidesz s-a consolidat și a dus la extrem direcția greșită pe care Ungaria a ales-o în timpul transformării sale postcomuniste, a adăugat el. Schiffer conduce lista națională a LMP la alegerile parlamentare, a declarat Bernadett Szél, aflat pe locul doi, pe 26 ianuarie 2014. Întrucât LMP se pregătește să rămână un partid de opoziție, nu va nominaliza un candidat pentru funcția de prim-ministru, a declarat Schiffer la o conferință de presă în pauza congresului partidului de două zile. Întrebat despre șansele electorale, co-liderul partidului și-a exprimat speranța că LMP ar putea obține chiar și zece procente din voturi.
Potrivit LMP, propunerea de extindere a Paksului este „periculoasă” deoarece implică o aprobare „prin cec în alb” și îi lipsesc detalii concrete. Bernadett Szél a declarat că LMP nu este, în esență, de acord cu „pactul Orbán-Putin” și consideră, de asemenea, propunerea problematică din motive procedurale. În ziua votului asupra legii (6 februarie 2014), Szél și Katalin Ertsey au scos o sirenă folosind un megafon, în timp ce Schiffer a ținut un banner cu sloganul „Ungaria de vânzare”. O altă deputată, Szilvia Lengyel, a ținut un banner cu inscripția „Refuzăm să fim o colonie rusească”. Drept urmare, Parlamentul i-a amendat pe cei patru parlamentari cu 804.000 Ft (2.600 €).
Schiffer a declarat în februarie 2014 că LMP „cere autorizație pentru a realiza o schimbare ecologică” după alegeri și pentru a crea locuri de muncă rezistente la crize, în principal în regiunile cele mai defavorizate ale țării. El a spus că „partidul vrea să se desprindă de politica practicată de Fidesz, aflat la guvernare, și de «pseudo-stânga», deoarece politica din ultimii 25 de ani a produs o criză în loc de locuri de muncă, iar societatea maghiară suferă de o criză extinsă a ocupării forței de muncă.

### Alții
Mișcarea Ungariei Moderne (MoMa), fondată și condusă de fostul ministru de finanțe și europarlamentar Lajos Bokros, a decis să nu participe la viitoarele alegeri parlamentare, deoarece „nu vor să slăbească cooperarea partidelor de stânga [Unitate] prin candidați separați”. Bokros a criticat și a exprimat indignare față de faptul că partidul său a fost exclus din alianță. Pe 30 ianuarie 2014, Bokros a anunțat că partidul său va sprijini alianța opoziției cu condiția ca partidele să fie de acord să adopte legi electorale corecte și să restabilească statul de drept constituțional odată ce vor ajunge la putere. El a spus că MoMa va începe negocierile cu partidele din alianța Unitate înainte de alegerile din primăvară. MoMa a încheiat un acord cu Unitate pe 19 februarie 2014, în baza căruia partidul lui Bokros va sprijini alianța pe plan extern, dar nu va candida pe lista alianței și nu va propune candidați individuali.
În octombrie 2013, Katalin Szili și partidul său, Uniunea Socială (SZU), au format o alianță cu alte 11 partide și grupuri civice (inclusiv Partidul de Centru) sub numele de Partidul Popular Comunitatea pentru Justiție Socială (KTI). Noua organizație își propune să „ofere o șansă acelor oameni care nu pot alege dintre partidele existente, inclusiv celor aproape 4 milioane de sărmani din Ungaria, de care nimănui nu-i pasă”, a spus Szili. Ea a mai spus că „există o nevoie imensă de o alternativă politică organizată pe baze democratice și naționale. Toate forțele politice sunt în război unele cu altele, lăsând problemele maselor sărace nerezolvate”.
Pe 31 ianuarie 2014, partidul social-democrat și naționalist de stânga 4K! – A Patra Republică! și-a prezentat lista națională pentru alegerile din 2014. Președintele András Istvánffy a declarat că „4K! va fi singura organizație cu adevărat nouă la alegeri, care nu reprezintă o încercare eșuată a politicienilor de a reveni la guvernare”. Pe 8 februarie 2014, Istvánffy a anunțat programul electoral al partidului, intitulat „Noul Contract Social”. Programul include legalizarea canabisului, ridicarea imunității parlamentarilor, reintroducerea sistemului de impozitare multi-rată și conceptul de sistem de locuințe sociale.
Partidul Social-Democrat Maghiar (Szocdemek) „oferă o alternativă de stânga adevărată și autentică și urmărește să mobilizeze pe cei care altfel ar sta departe de alegerile generale”, a declarat liderul partidului, Andor Schmuck, pentru MTI în ianuarie 2014. Întrebat despre absența partidului său de pe lista comună a alianței Unitate, Schmuck a spus că niciunul dintre partidele participante nu a dat un răspuns pozitiv la propunerea în 15 puncte a social-democraților pentru protejarea pensionarilor.
Gábor Kuncze, liderul Uniunii Civile Liberale (SZPE), a decis să participe la alegerile parlamentare ca și candidat individual al Coaliției Democratice (un partid membru al alianței Unitate) în circumscripția electorală Szigetszentmiklós. O altă fostă membră SZDSZ, Klára Ungár, președinta partidului Popor Liber pentru Ungaria - Partidul Liberal (SZEMA), a anulat însă acordul cu E14-PM în ianuarie 2014, când partidul lui Bajnai a încheiat o alianță cu MSZP, DK și liberalii și a format Unitate.
Succesorul legal al Forumului Democrat Maghiar (MDF), Comunitatea Democrată pentru Bunăstare și Libertate (JESZ), formată în aprilie 2011, se descrie ca fiind conservatoare și ar trebui plasată la centru-dreapta în spectrul politic. Aceștia i-au cerut lui Bokros să renunțe la locul său din Parlamentul European, deși acesta a refuzat. JESZ și-a organizat evenimentul de lansare a campaniei pe 9 februarie 2014, unde liderul Zsolt Makay a anunțat o creștere salarială de 40% pe parcursul a patru ani.

## Controverse

### Critici la adresa sistemului electoral
Mónika Lamperth (MSZP) a declarat că proiectul de lege electoral, propus de János Lázár în octombrie 2011, nu a servit alt scop decât să cimenteze puterea Fidesz și a cerut retragerea proiectului de lege. Ea a spus că, dacă noua hartă a districtelor ar fi fost utilizată la alegerile din 2010, Fidesz–KDNP ar fi obținut peste 76% din locurile în parlament (Vezi: Gerrymandering). Jobbik a fost de acord că legea a fost „adaptată nevoilor Fidesz”. Aceștia au numit noua delimitare a limitelor circumscripțiilor electorale „o manipulare și o manipulare electorală gravă”." Adevărul este că anterior era nevoie de „dublul numărului de voturi” pentru a obține un loc în unele circumscripții electorale față de altele.
Opoziția a criticat schema conform căreia, în timp ce etnicilor maghiari care locuiesc în țările vecine li se permite să voteze prin corespondență, cei angajați în străinătate (în occident) nu pot face același lucru. Gergely Karácsony (E14–PM) a declarat că ar trebui luată în considerare și ideea introducerii votului electronic pe termen lung. Anterior, Karácsony a mai spus că finanțarea campaniei electorale este adaptată în avantajul Fidesz. El a spus că aceasta nu rezolvă problemele cheie ale regiunii și nu face transparentă finanțarea campaniei, de exemplu, prin deschiderea de conturi de campanie. El a adăugat că este în interesul partidelor de guvernare ca cât mai mulți candidați să participe la alegeri, pentru a crea o „ofertă artificială”, diluând astfel blocurile de vot. Statul oferă 1 milion de forinți sub formă de sprijin bugetar candidaților individuali din circumscripții și un maxim de aproape 600 de milioane de forinți partidelor care au candidați în toate circumscripțiile.
Potrivit criticilor, noua lege electorală a deschis calea pentru prezența așa-numitelor „partide false” sau „de afaceri”, al căror unic scop este obținerea de fonduri publice pentru campanii electorale. Heti Válasz a relatat în februarie 2014 că cele mai suspecte două „partide de afaceri”, Partidul Noii Dimensiuni (ÚDP) și Partidul Noii Ungarii (ÚMP), sunt legate de foștii politicieni MSZP, János Zuschlag (recent eliberat din închisoare) și Péter Táncsics. Aceste două partide sunt cu siguranță conectate între ele prin persoana lui Táncsics. Ambele partide au fost înregistrate la adresa sa din Kőszeg. Cele două organizații au reușit să obțină o mulțime de semnături și au putut înființa liste naționale. Jurnaliștii de investigație (de exemplu, 444.hu) au raportat că, în multe cazuri, partidele mici au schimbat și copiat semnături unele de la altele și, ca urmare, au colectat numărul necesar de semnături în fața Fidesz. O altă metodă este ilustrată de cazul Partidului Împreună 2014. Inițial, mișcarea lui Bajnai ar fi fost o organizație umbrelă a partidelor de opoziție și nu a unui singur partid, drept urmare, György Tiner (fost membru MSZDP) și-a însușit numele și și-a înregistrat noul partid, devansând echipa lui Gordon Bajnai. Judecătoarea americană în drept constituțional Kim Lane Scheppele a scris: „Politicienii Fidesz refuză să recunoască faptul că generozitatea lor față de partidele mai mici a servit scopului de a deruta alegătorii și de a slăbi opoziția. Ei subliniază cu mândrie natura democratică a procedurii. Dar faptul că pragul de reprezentare parlamentară nu a fost redus de la 5% existent dezvăluie adevăratul scop al Fidesz. Nu au vrut să ofere partidelor mici șansa de a împărți puterea cu ei în parlament. Pur și simplu au vrut să le folosească.”
Partidul Romilor din Ungaria (MCP) a protestat împotriva înregistrării romilor ca minoritate la sediul Autoguvernării Naționale a Romilor (ORÖ) în ianuarie 2014. Legea electorală maghiară impune ca alegătorii care se prezintă la alegerile minorităților să indice pe formularele de înregistrare dacă doresc să voteze pe lista minorității lor sau pe lista partidului politic în alegerile parlamentare. Prin urmare, dacă un rom este înregistrat ca alegător al minorității, acesta pierde oportunitatea de a vota pentru lista partidului. József Radics, un membru cheie al MCP, a declarat că s-au adunat, dar au tăiat invalidarea formularelor de înregistrare în loc să le semneze, deoarece „se văd în primul rând ca maghiari” și nu vor ca singura lor opțiune să voteze pentru o listă care este exclusiv ORÖ.

### Presupuse fraude
Alianța Unitate a criticat în repetate rânduri vehement pregătirea Biroului Electoral Național (NVI). Pe 18 februarie 2014, s-a afirmat că birourile electorale locale din multe circumscripții electorale nu au dat notificări oficiale alegătorilor. Potrivit acestora, întârzierea este „inacceptabilă” și este un „eșec rușinos” faptul că alegătorii nu au primit notificările electorale până la termenul oficial de 17 februarie. De asemenea, au acuzat Fidesz că a făcut campanie ilegală în numele biroului electoral, când un videoclip online cu numele NVI i-a încurajat pe cetățenii maghiari care locuiesc dincolo de graniță să voteze la alegeri. NVI a respins apelul socialiștilor din opoziție de a investiga videoclipul. Aceștia au declarat pentru MTI că „videoclipul nu a fost realizat de NVI; nu l-a comandat și nu a fost implicat în realizarea lui și nu a fost la curent cu el”. Pe 20 februarie, Unitate a declarat că „nu mai are încredere” în sistemul de administrare electorală și în pregătirea personalului său. Csaba Molnár (DK) a declarat că agențiile electorale au comis o serie de greșeli, ceea ce, a adăugat el, ridică suspiciunea de deliberare. Ca exemple, el a spus că maghiarilor din Statele Unite li s-a dat data greșită, iar celor care locuiesc în Regatul Unit locul greșit pentru vot, în timp ce mulți din Ungaria nu au primit anunțurile electorale la timp. Au apărut și probleme cu sistemul electronic, lucru negat de șefa NVI, Ilona Pálffy.
Pe 9 martie 2014, Viktor Szigetvári (E14–PM) a acuzat că Fidesz a comis o fraudă electorală prin ocolirea regulilor privind publicitatea electorală. El a declarat că noile reguli permit posturilor comerciale de televiziune să difuzeze reclame pentru partide politice doar gratuit, astfel că cele mai mari canale de televiziune comerciale din Ungaria au abandonat această practică. Însă, în timp ce RTL Klub a decis că nu va difuza reclame guvernamentale dacă nu difuza reclame pentru partide politice, TV2 a decis să nu difuzeze reclame pentru partide politice, dar încă acceptă reclamele guvernamentale, a spus el. Un alt politician din Unitate, Róbert Braun, a susținut anterior că vânzarea TV2 către directorul general și directorul financiar al postului a fost o „afacere nefastă și coruptă”. El a spus că se suspectează că cumpărătorii intenționează să achite împrumutul pe care l-au folosit pentru a face achiziția cu venituri din publicitatea de stat. Un purtător de cuvânt al postului a respins acuzațiile. Pe 18 martie, Curia, instanța supremă a Ungariei, a decis că TV2 a încălcat legea electorală prin difuzarea unei reclame informative guvernamentale. TV2 a declarat că respectă decizia Curiei, dar nu este de acord cu hotărârea acesteia conform căreia difuzarea „reclamei guvernamentale în scopuri sociale” a încălcat legea. Postul de radio a susținut că nu este obligat legal să verifice conținutul reclamelor în scopuri sociale.

### Scandaluri politice
Ediția online a cotidianului Magyar Nemzet a relatat că Mesterházy a făcut comentarii în discursul său din 25 ianuarie despre Lőrinc Mészáros, primarul orașului Felcsút, numindu-l „procurorul lui Orbán, care a multiplicat veniturile companiei sale de cinci ori în ultimii trei ani și astăzi se situează pe locul 88 în topul celor mai bogați maghiari”. Întrucât Mesterházy a descris discursul lui Mészáros drept „o realizare serioasă care merită un post de profesor universitar”, reportajul online a precizat că participanții au strigat cuvântul „frânghie”, sugerând că primarul ar merita în schimb acest lucru. Acesta a adăugat că, în loc să se distanțeze de slogan, Mesterházy și-a continuat discursul spunând că „cred că nu va exista un podium de profesor, ci celălalt lucru pe care tocmai l-am auzit”. Máté Kocsis l-a acuzat pe Mesterházy de minciună atunci când a negat ce s-a întâmplat și l-a îndemnat pe liderul opoziției să recunoască adevărul și să-și ceară scuze maghiarilor.
Magyar Nemzet a relatat pe 4 februarie 2014 că Gábor Simon, vicepreședinte al MSZP, are active nedeclarate (770.000 euro) deținute într-un cont bancar austriac. Ziarul a adăugat că declarațiile anterioare de avere ale lui Simon nu conțineau aceste sume și nu există nicio indicație a originii lor. La inițiativa MSZP, Simon și-a suspendat calitatea de membru de partid și toate funcțiile pe care le-a deținut în cadrul partidului. Simon a spus că sursa banilor, care era legată de propriile sale afaceri personale, nu își aveau originea în viața publică și nu avea niciun aspect politic, însă noua sa declarație de avere nu a răspuns la întrebări. Membrul Fidesz, Antal Rogán, a declarat că singura explicație logică pentru motivul pentru care Simon „nu a reușit să găsească căsuța corectă din formular unde trebuiau să fie trecute fondurile sale” este că „misterioasele milioane deținute în Austria nu sunt banii săi, ci fonduri pe care le-a păstrat pentru Partidul Socialist”. Bernadett Budai, purtătoarea de cuvânt a MSZP, a declarat că partidul său sau alte organizații politice nu au nici mijloace, nici autoritate să investigheze în legătură cu activele lui Simon. Simon a fost arestat sub acuzația de fals în documente pe 10 martie 2014, când au fost dezvăluite alte presupuse infracțiuni. Sondajul Nézőpont a raportat că sprijinul electorat pentru Unitate a scăzut de la 24% în ianuarie la 18% în februarie, probabil afectat de cazul de corupție Simon. Heti Világgazdaság a scris că Fidesz are încă două cazuri confuze și suspecte pentru a slăbi pozițiile alianței Unitate.
La sfârșitul lunii februarie 2014, Ministerul de Interne a publicat două rapoarte redactate ale serviciilor secrete despre discursul lui Ferenc Gyurcsány de la Balatonőszöd din mai 2006, care a provocat revolte grave în toamna anului 2006. Prin urmare, acestea ridică posibilitatea ca unii politicieni socialiști și Gyurcsány însuși să se fi aflat în spatele scurgerii de informații. Gyurcsány l-a acuzat pe ministrul Sándor Pintér de manipularea dovezilor și, „mai rău, de minciună”. Mesterházy a cerut guvernului să înceteze să mai folosească serviciile secrete în scopuri de campanie și să facă public întregul raport în loc să fie o versiune „distorsionată” a acestuia. Deputatul Fidesz, Máté Kocsis, a declarat într-o conferință de presă că Gyurcsány „a mințit în legătură cu discursul său despre minciuni”. Ulterior, Gyurcsány a susținut că Fidesz pregătise revoltele care au început în septembrie 2006. El a menționat că extrase publicate din rapoartele serviciilor secrete indică faptul că o înregistrare a discursului său a ajuns în mâinile Fidesz cu puțin timp înainte de a fi divulgată presei.
Pe 6 martie 2014, János Zuschlag, un fost deputat socialist eliberat recent din închisoare pentru corupție după șase ani, a susținut într-o carte nouă că a fost plătit de liderii partidului MSZP în 2006 pentru a nu candida la parlamentare, după ce a demisionat în 2004 din cauza unei glume despre Holocaust la o comemorare oficială. Ulterior, a fost condamnat la șase ani de închisoare de către un tribunal județean pentru deturnarea fondurilor de stat în valoare totală de aproximativ 75 de milioane de forinți (242.000 de euro) și canalizarea acestora către organizațiile de tineret ale partidului socialist. Zuschlag i-a spus lui Napi Gazdaság că ministrul tineretului de atunci, Gyurcsány, și secretarul de stat de atunci, Mesterházy, știau despre faptele ilegale din biroul său. Partidul Socialist și Coaliția Democratică, ambele formațiuni de opoziție, au negat acuzațiile, considerându-le false. Zsolt Gréczy, purtător de cuvânt al DK, a declarat pentru MTI că „un infractor” a fost intervievat de șeful unui institut de cercetare apropiat Fidesz, Gábor G. Fodor, ceea ce a reprezentat o încercare „ciudată” de a-l credibiliza. Gabriella Selmeczi a spus că Fidesz „așteaptă răspunsuri la întrebările ridicate în interviul Zuschlag”.

## Candidați

### Candidați individuali
Biroul Electoral Național a anunțat că un total de 2.304 candidați au depus numărul necesar de nominalizări pentru alegerile parlamentare până la termenul limită din 4 martie, ora 15:00. Candidatura a 1.531 de persoane a fost acceptată după finalizarea procesului de înregistrare. Tabelul următor conține o listă selectată a numărului de candidați individuali, în funcție de reprezentare județeană și afilierea la partid:
| Candidați individuali  | Candidați individuali | Candidați individuali | Candidați individuali | Candidați individuali | Candidați individuali | Candidați individuali | Candidați individuali | Candidați individuali | Candidați individuali | Candidați individuali | Candidați individuali | Candidați individuali | Candidați individuali |
| ---------------------- | --------------------- | --------------------- | --------------------- | --------------------- | --------------------- | --------------------- | --------------------- | --------------------- | --------------------- | --------------------- | --------------------- | --------------------- | --------------------- |
| Județ                  | Locuri                | Fidesz-KDNP           | Unitate               | Jobbik                | LMP                   | SD                    | JESZ                  | SMS                   | HNEM                  | ÖP                    | KTI                   | FKGP                  | MP                    |
|                        |                       |                       |                       |                       |                       |                       |                       |                       |                       |                       |                       |                       |                       |
| Budapesta              | 18                    | 18                    | 18                    | 18                    | 18                    | 12                    | 15                    | 8                     | 3                     | 7                     | 9                     | 5                     | 5                     |
| Baranya                | 4                     | 4                     | 4                     | 4                     | 4                     | 4                     | 4                     | 3                     | 4                     | 3                     | 4                     | 3                     | 1                     |
| Bács-Kiskun            | 6                     | 6                     | 6                     | 6                     | 6                     | 5                     | 3                     | 3                     | 1                     | 2                     | 6                     | 0                     | 1                     |
| Békés                  | 4                     | 4                     | 4                     | 4                     | 4                     | 3                     | 1                     | 3                     | 4                     | 4                     | 1                     | 0                     | 3                     |
| Borsod-Abaúj-Zemplén   | 7                     | 7                     | 7                     | 7                     | 7                     | 7                     | 5                     | 4                     | 7                     | 6                     | 2                     | 7                     | 6                     |
| Csongrád               | 4                     | 4                     | 4                     | 4                     | 4                     | 2                     | 0                     | 1                     | 4                     | 0                     | 2                     | 3                     | 1                     |
| Fejér                  | 5                     | 5                     | 5                     | 5                     | 5                     | 5                     | 4                     | 3                     | 1                     | 1                     | 5                     | 2                     | 2                     |
| Győr-Moson-Sopron      | 5                     | 5                     | 5                     | 5                     | 5                     | 4                     | 5                     | 3                     | 0                     | 2                     | 1                     | 0                     | 2                     |
| Hajdú-Bihar            | 6                     | 6                     | 6                     | 6                     | 6                     | 6                     | 6                     | 5                     | 4                     | 4                     | 1                     | 1                     | 0                     |
| Heves                  | 3                     | 3                     | 3                     | 3                     | 3                     | 3                     | 0                     | 2                     | 2                     | 3                     | 2                     | 2                     | 0                     |
| Jász-Nagykun-Szolnok   | 4                     | 4                     | 4                     | 4                     | 4                     | 4                     | 4                     | 4                     | 4                     | 2                     | 1                     | 4                     | 4                     |
| Komárom-Esztergom      | 3                     | 3                     | 3                     | 3                     | 3                     | 0                     | 3                     | 0                     | 2                     | 3                     | 2                     | 1                     | 1                     |
| Nógrád                 | 2                     | 2                     | 2                     | 2                     | 2                     | 2                     | 2                     | 2                     | 2                     | 1                     | 2                     | 2                     | 2                     |
| Pesta                  | 12                    | 12                    | 12                    | 12                    | 12                    | 10                    | 10                    | 9                     | 9                     | 8                     | 6                     | 5                     | 1                     |
| Somogy                 | 4                     | 4                     | 4                     | 4                     | 4                     | 3                     | 4                     | 4                     | 4                     | 2                     | 3                     | 4                     | 1                     |
| Szabolcs-Szatmár-Bereg | 6                     | 6                     | 6                     | 6                     | 6                     | 6                     | 6                     | 6                     | 6                     | 6                     | 4                     | 4                     | 3                     |
| Tolna                  | 3                     | 3                     | 3                     | 3                     | 3                     | 2                     | 0                     | 2                     | 3                     | 0                     | 2                     | 2                     | 0                     |
| Vas                    | 3                     | 3                     | 3                     | 3                     | 3                     | 1                     | 3                     | 2                     | 1                     | 1                     | 2                     | 2                     | 0                     |
| Veszprém               | 4                     | 4                     | 4                     | 4                     | 4                     | 2                     | 4                     | 0                     | 3                     | 3                     | 1                     | 0                     | 0                     |
| Zala                   | 3                     | 3                     | 3                     | 3                     | 3                     | 1                     | 2                     | 3                     | 2                     | 1                     | 1                     | 3                     | 0                     |
| Total                  | 106                   | 106                   | 106                   | 106                   | 106                   | 82                    | 81                    | 67                    | 66                    | 59                    | 57                    | 50                    | 33                    |

### Listele naționale
Conform noii legi electorale, partidele care au prezentat candidați individuali în cel puțin 27 de circumscripții electorale din Budapesta și în cel puțin nouă județe au avut posibilitatea de a înființa o listă națională. Pe 21 februarie 2014, Biroul Electoral Național (NVB) a înregistrat inițial lista comună a alianței partidului de guvernământ Fidesz-KDNP, condusă de premierul Viktor Orbán și președintele KDNP Zsolt Semjén.
Până pe 8 martie 2014, optsprezece liste de partide naționale au fost înregistrate, când Biroul Electoral Național (NVI) a aprobat următoarele 14 organizații (partide și alianțe electorale), pe lângă partidele parlamentare (Fidesz–KDNP, Unity, Jobbik și LMP), care se înregistraseră deja cu succes: Partidul Mișcarea Patria Nu este de Vânzare (HNEM), Partidul Muncitorilor Maghiari (Partitul pentru o Ungarie Sănătoasă), Partidul Civic Social Democrat (Soc Dems) al lui Andor Schmuck, fostul partid parlamentar de lungă durată, Partidul Independent al Micilor Fermier (FKGP), Partidul Popular Comunitar pentru Justiție Socială (Comunitatea pentru Justiție Socială) al fostei președinte a Camerei și membre a partidului socialist Katalin Szili, Partidul Romilor din Ungaria (MCP), Partidul Verzilor (Verzi), Partidul Noii Dimensiuni (ÚDP), Partidul Noii Ungarii (ÚMP), Partidul Împreună 2014, Comunitatea Democrată a Bunăstării și Libertății (JESZ), Partidul Unității (ÖP) și Alianța Mária Seres (SMS). Următorul tabel conține doar listele naționale ale partidelor parlamentare aflate la putere (primii 20 de membri), care au câștigat mandate în alegeri:
| Partid (lista națională) | Partid (lista națională) | Partid (lista națională) | Partid (lista națională) |
| --- | --- | --- | --- |
| Fidesz-KDNP (279) | Unitate (198) | Jobbik (203) | LMP (132) |
| | | | |
| 1. Viktor Orbán (Fidesz) 2. Zsolt Semjén (KDNP) 3. László Kövér (Fidesz) 4. Márta Mátrai (Fidesz) 5. Mihály Varga (Fidesz) 6. Lajos Kósa (Fidesz) 7. János Lázár (Fidesz) 8. Antal Rogán (Fidesz) 9. Tibor Navracsics (Fidesz) 10. Péter Harrach (KDNP) 11. Sándor Lezsák (Fidesz) 12. István Jakab (Fidesz) 13. Balázs Győrffy (Fidesz) 14. Béla Turi-Kovács (Fidesz) 15. Kristóf Szatmáry (Fidesz) 16. Péter Ágh (Fidesz) 17. Flórián Farkas (Fidesz) 18. Sándor Fazekas (Fidesz) 19. Zoltán Balog (Fidesz) 20. Csaba Hende (Fidesz) | 1. Attila Mesterházy (MSZP) 2. Gordon Bajnai (E14) 3. Ferenc Gyurcsány (DK) 4. Gábor Fodor (MLP) 5. Tímea Szabó (PM) 6. László Botka (MSZP) 7. József Tóbiás (MSZP) 8. Nándor Gúr (MSZP) 9. Tamás Harangozó (MSZP) 10. Zsolt Molnár (MSZP) 11. Zoltán Lukács (MSZP) 12. István Hiller (MSZP) 13. Ágnes Kunhalmi (MSZP) 14. Árpád Velez (MSZP) 15. László Szakács (MSZP) 16. Péter Kónya (E14) 17. Lajos Korózs (MSZP) 18. Zsolt Legény (MSZP) 19. Csaba Molnár (DK) 20. Ildikó Bangó-Borbély (MSZP) | 1. Gábor Vona 2. Zoltán Balczó 3. János Volner 4. Dóra Dúró 5. Tamás Sneider 6. Dániel Z. Kárpát 7. Márton Gyöngyösi 8. Csaba Gyüre 9. Gergely Farkas 10. Enikő Hegedűs 11. Előd Novák 12. Ádám Mirkóczki 13. György Szilágyi 14. István Apáti 15. István Szávay 16. Gábor Staudt 17. Zoltán Magyar 18. Tibor Bana 19. Zsolt Egyed 20. Balázs Ander | 1. András Schiffer 2. Bernadett Szél 3. István Ikotity 4. Róbert Benedek Sallai 5. Erzsébet Schmuck 6. László Lóránt Keresztes 7. Ferenc Gerstmár 8. Szilvia Lengyel 9. Ákos Csarnó 10. László Moldován 11. Andrea Gecsei-Tóth 12. Kálmán Tibor Kiss 13. Lajos Mile 14. Mária Hajdu 15. Tamás Jakabfy 16. János Barta 17. Judit Rákosi 18. Ernő Pető 19. Péter Takács 20. Katalin Csiba |

### Listele minorităților
Conform legii electorale, cele treisprezece minorități naționale recunoscute oficial au dreptul de a trimite purtători de cuvânt ai minorităților (maghiară nemzetiségi szószólók) în Adunarea Națională. Aceștia au aceleași drepturi ca și ceilalți parlamentari de a se adresa parlamentului, dar nu au dreptul de vot. Cu toate acestea, minoritățile ar putea, de asemenea, să înființeze liste naționale. Dacă o astfel de listă națională atinge pragul electoral de 5% din voturile minorităților, acest lucru le-ar da dreptul la reprezentanți cu drepturi depline.
Lista minorității poloneze a fost prima listă a minorităților înregistrată cu succes de Biroul Electoral Național (NVB), pe 25 februarie 2014. Două zile mai târziu, pe 27 februarie, NVB a înregistrat alte trei liste naționale: cele pentru minoritățile germană, ruteană și sârbă, și apoi a aprobat listele armenilor și românilor pe 1 martie. Bulgarii și slovacii pe 3 martie, croații, ucrainenii și romii pe 4 martie și, în final, grecii și slovenii pe 7 martie au depus de asemenea liste.
Organizațiile de autoguvernare a minorităților recunoscute oficial au primit un total de 298,5 milioane de forinți (954.000 EUR) pentru sprijin public pentru activități de campanie. Consiliul Național al Romilor a primit o parte semnificativă din fonduri – în total 101 milioane de forinți – în timp ce bulgarii au primit cea mai mică sumă (8,4 milioane), conform raporturilor demografice oficiale.

## Sondaje de opinie

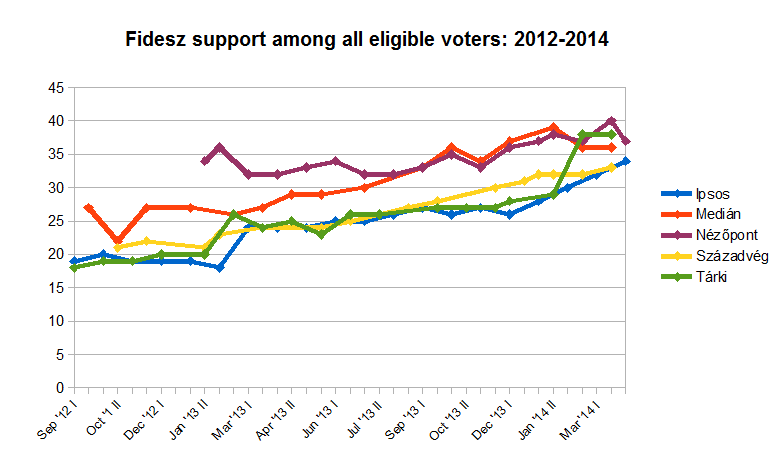
Acest grafic ilustrează nivelul de sprijin pentru partidul de guvernământ maghiar Fidesz în rândul tuturor alegătorilor eligibili, măsurat de cele cinci instituții de sondaj care efectuează periodic sondaje în Ungaria, în cursul anului 2013. Întrucât mulți alegători maghiari eligibili nu și-au exprimat nicio preferință pentru niciun partid politic, aceste cifre sunt semnificativ mai mici decât cele privind sprijinul pentru Fidesz în rândul alegătorilor hotărâți.

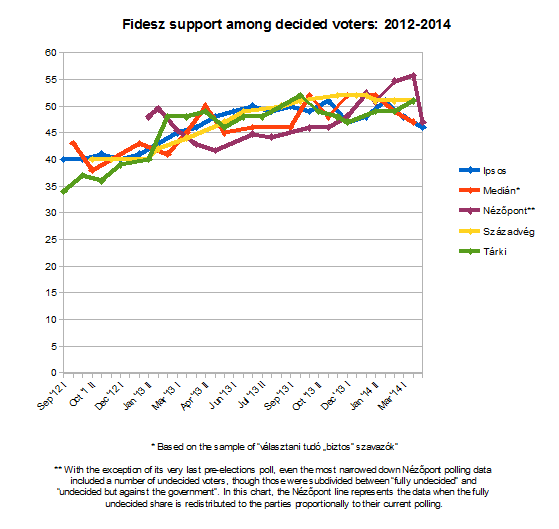
Acest grafic ilustrează nivelul de sprijin pentru partidul guvernamental maghiar Fidesz în rândul alegătorilor hotărâți, măsurat de cele cinci instituții de sondare care efectuează în mod regulat sondaje în Ungaria, în cursul anului 2013.

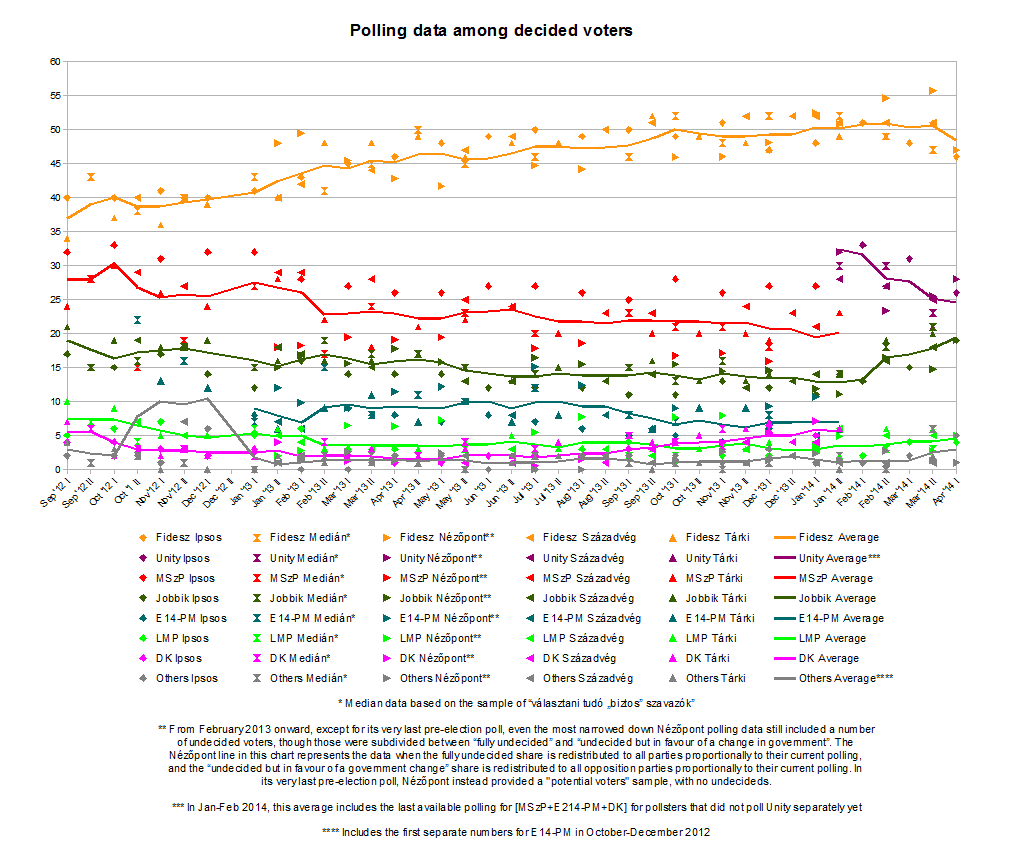
Sprijinul pentru principalele partide politice maghiare în rândul alegătorilor hotărâți, măsurat de cele cinci instituții de sondare obișnuite. Vă rugăm să rețineți clarificările privind selectarea și calcularea datelor Medián și Nézőpont, precum și calcularea mediei Unitate pentru prima lună.

## Rezultate
| Partid                              | Partid                                                                | Lista partidului | Lista partidului | Lista partidului | Circumscripție | Circumscripție | Circumscripție | Total locuri | ±    |
| Partid                              | Partid                                                                | Voturi           | %                | Locuri           | Voturi         | %              | Locuri         | Total locuri | ±    |
| ----------------------------------- | --------------------------------------------------------------------- | ---------------- | ---------------- | ---------------- | -------------- | -------------- | -------------- | ------------ | ---- |
|                                     | Fidesz–KDNP                                                           | 2,264,780        | 44.87            | 37               | 2,165,342      | 44.11          | 96             | 133          | -130 |
|                                     | Unitate                                                               | 1,290,806        | 25.57            | 28               | 1,317,879      | 26.85          | 10             | 38           | -21  |
|                                     | Jobbik                                                                | 1,020,476        | 20.22            | 23               | 1,000,637      | 20.39          | 0              | 23           | -24  |
|                                     | Politica poate fi Diferită                                            | 269,414          | 5.34             | 5                | 244,191        | 4.97           | 0              | 5            | -11  |
|                                     | Partidul Muncitoresc Maghiar                                          | 28,323           | 0.56             | 0                | 12,712         | 0.26           | 0              | 0            | 0    |
|                                     | Mișcarea Patria Nu este de Vânzare                                    | 23,507           | 0.47             | 0                | 23,037         | 0.47           | 0              | 0            | Nou  |
|                                     | Mișcarea Civilă                                                       | 22,219           | 0.44             | 0                | 20,229         | 0.41           | 0              | 0            | 0    |
|                                     | Partidul Verzilor                                                     | 18,557           | 0.37             | 0                | 9,392          | 0.19           | 0              | 0            | Nou  |
|                                     | Partidul Social-Democrat Civic Maghiar                                | 15,073           | 0.30             | 0                | 12,232         | 0.25           | 0              | 0            | Nou  |
|                                     | Împreună 2014                                                         | 14,085           | 0.28             | 0                | 6,361          | 0.13           | 0              | 0            | Nou  |
|                                     | Partidul pentru o Ungarie Sportivă și Sănătoasă                       | 12,563           | 0.25             | 0                | 11,746         | 0.24           | 0              | 0            | Nou  |
|                                     | Partidul Popular Comunitatea pentru Justiție Socială                  | 10,969           | 0.22             | 0                | 10,551         | 0.21           | 0              | 0            | Nou  |
|                                     | Comunitatea Democratică a Bunăstării și Libertății                    | 9,925            | 0.20             | 0                | 13,051         | 0.27           | 0              | 0            | Nou  |
|                                     | Partidul Independent al Micilor Fermieri                              | 8,083            | 0.16             | 0                | 7,175          | 0.15           | 0              | 0            | 0    |
|                                     | Partidul Unitate                                                      | 6,552            | 0.13             | 0                | 6,887          | 0.14           | 0              | 0            | 0    |
|                                     | Partidul Independent al Micilor Fermieri–Partidul Dreptății și Vieții |                  |                  |                  | 3,328          | 0.07           | 0              | 0            | –    |
|                                     | 4K!–A patra Republică!                                                |                  |                  |                  | 1,897          | 0.04           | 0              | 0            | Nou  |
|                                     | MGP                                                                   |                  |                  |                  | 1,534          | 0.04           | 0              | 0            | Nou  |
|                                     | EP                                                                    |                  |                  |                  | 1,362          | 0.03           | 0              | 0            | Nou  |
|                                     | Partidul Social Democrat                                              |                  |                  |                  | 1,058          | 0.02           | 0              | 0            | Nou  |
|                                     | Partidul Social-Democrat din Ungaria                                  |                  |                  |                  | 937            | 0.02           | 0              | 0            | 0    |
|                                     | Partidele minorităților naționale                                     | 28.353           | 0.56             | 0                |                |                |                | 0            | Nou  |
|                                     | Alte partide                                                          | 3.678            | 0.07             | 0                | 7.052          | 0.14           | 0              | 0            | 0    |
|                                     | Independenți                                                          |                  |                  |                  | 12,850         | 0.26           | 0              | 0            | 0    |
| Total                               | Total                                                                 | 5,047,363        | 100.00           | 93               | 4,908,608      | 100.00         | 106            | 199          | -187 |
|                                     |                                                                       |                  |                  |                  |                |                |                |              |      |
| Voturi valide                       | Voturi valide                                                         | 5,047,363        | 99.09            |                  | 4,908,608      | 98.90          |                |              |      |
| Voturi invalide/albe                | Voturi invalide/albe                                                  | 46,173           | 0.91             | 54,728           | 1.10           |                |                |              |      |
| Total                               | Total                                                                 | 5,093,536        | 100.00           | 4,963,336        | 100.00         |                |                |              |      |
| Votanți înregistrați/prezența       | Votanți înregistrați/prezența                                         | 8,241,488        | 61.80            | 8,047,769        | 61.67          |                |                |              |      |
| Sursă: Comisia Electorală Națională |                                                                       |                  |                  |                  |                |                |                |              |      |

### Rezultatele listelor de partid pe județe și în diaspora

Rezultate pe județ:
Fidesz:
30–40%
40–50%
50–60%

| Bács-Kiskun            | 50.21 | 20.25 | 21.11 | 4.56 | 3.87 |  |  |  |  |
| Baranya                | 40.13 | 27.52 | 19.51 | 6.21 | 6.62 |  |  |  |  |
| Békés                  | 43.98 | 23.21 | 23.15 | 4.21 | 5.43 |  |  |  |  |
| Borsod-Abaúj-Zemplén   | 38.54 | 24.85 | 29.45 | 2.87 | 4.29 |  |  |  |  |
| Budapesta              | 38.48 | 36.75 | 12.07 | 8.92 | 3.78 |  |  |  |  |
| Csongrád               | 41.66 | 27.05 | 20.20 | 6.68 | 4.43 |  |  |  |  |
| Fejér                  | 45.89 | 23.23 | 21.74 | 5.02 | 4.11 |  |  |  |  |
| Győr-Moson-Sopron      | 51.54 | 21.88 | 17.78 | 5.50 | 3.29 |  |  |  |  |
| Hajdú-Bihar            | 46.03 | 20.21 | 25.40 | 4.38 | 3.98 |  |  |  |  |
| Heves                  | 39.22 | 23.84 | 30.43 | 3.42 | 3.11 |  |  |  |  |
| Jász-Nagykun-Szolnok   | 42.35 | 22.04 | 28.26 | 3.44 | 3.88 |  |  |  |  |
| Komárom-Esztergom      | 42.16 | 28.08 | 19.92 | 5.46 | 4.39 |  |  |  |  |
| Nógrád                 | 42.91 | 24.46 | 24.35 | 3.10 | 5.17 |  |  |  |  |
| Pesta                  | 44.75 | 25.87 | 18.87 | 6.11 | 4.38 |  |  |  |  |
| Somogy                 | 44.83 | 24.49 | 22.97 | 4.06 | 3.66 |  |  |  |  |
| Szabolcs-Szatmár-Bereg | 46.76 | 21.00 | 26.10 | 2.44 | 3.70 |  |  |  |  |
| Tolna                  | 46.69 | 22.55 | 22.04 | 4.56 | 4.18 |  |  |  |  |
| Vas                    | 51.82 | 21.94 | 17.76 | 5.17 | 3.30 |  |  |  |  |
| Veszprém               | 46.17 | 24.69 | 20.55 | 4.92 | 3.69 |  |  |  |  |
| Zala                   | 44.69 | 22.90 | 24.81 | 4.39 | 3.19 |  |  |  |  |
|                        |       |       |       |      |      |  |  |  |  |
| Total în Ungaria       | 43.55 | 26.21 | 20.69 | 5.47 | 4.09 |  |  |  |  |
| Diaspora               | 95.49 | 1.16  | 2.28  | 0.45 | 0.62 |  |  |  |  |
|                        |       |       |       |      |      |  |  |  |  |
| Total                  | 44.87 | 25.57 | 20.22 | 5.34 | 4.00 |  |  |  |  |

## Reacții

### Interne
Liderul Fidesz, Viktor Orbán, a sărbătorit seara la Budapesta alături de mii de susținători și a declarat că Ungaria se află în pragul unei „epoci noi și minunate”.
Liderul Jobbik, Gábor Vona, a declarat că partidul este acum „cel mai puternic partid radical național” din UE, precum și al doilea partid politic ca mărime din Ungaria. Jobbik își crește continuu popularitatea și, înainte de alegerile pentru Parlamentul European, este important să clarificăm acest lucru. Totuși, chiar dacă am depășit așteptările institutelor de sondare, nu am reușit să ne atingem obiectivul pe care ni l-am propus de a câștiga alegerile.
Unul dintre liderii alianței celor cinci partide, Gordon Bajnai, a declarat că rezultatul a fost o „înfrângere zdrobitoare” și o „mare dezamăgire” pentru cei care doreau o schimbare.

### Internaționale
Președintele Partidului Popular European (PPE), Joseph Daul, și președintele Comisiei Europene, José Manuel Barroso, l-au felicitat pe Orbán. Daul a declarat că „națiunea maghiară și-a reînnoit încrederea în Viktor Orbán, care i-a spus întotdeauna adevărul și a dus la bun sfârșit reforme curajoase, repunând economia pe picioare”. De asemenea, el și-a exprimat convingerea că Fidesz va triumfa și la alegerile pentru Parlamentul European din mai.
Președintele rus Vladimir Putin l-a felicitat și el pe Orbán pentru victoria sa, declarând că „apreciem foarte mult relațiile ruso-ungare constructive și reciproc avantajoase și avem interesul de a continua munca noastră comună, de a consolida cooperarea bilaterală în beneficiul celor două națiuni ale noastre și pentru o Europă stabilă și sigură”.
Misiunea de observare a alegerilor, organizată de Biroul pentru Instituții Democratice și Drepturile Omului, a constatat că alegerile au fost „administrate eficient și au oferit alegătorilor o gamă diversă de opțiuni în urma unui proces incluziv de înregistrare a candidaților”, dar că Fidesz „s-a bucurat de un avantaj necuvenit din cauza reglementărilor restrictive privind campania, a acoperirii media părtinitoare și a activităților de campanie care au estompat separarea dintre partidul politic și stat”.
Datorită performanței partidului Jobbik, Viatcheslav Moshe Kantor, președintele Congresului Evreiesc European, a declarat că partidul este un „partid neonazist fără rușine” și că rezultatul a fost un „apel de trezire. Acesta este un partid care se hrănește cu ură”.